# Basilica di Santa Maria Assunta (Torcello)
La basilica di Santa Maria Assunta è il principale luogo di culto cattolico dell'isola di Torcello, nella laguna di Venezia, e antica cattedrale della soppressa diocesi di Torcello.
L'edificio a pianta basilicale, significativo esempio dello stile tardo paleocristiano, sorge appena discosto da quanto rimane della piazza dell'antica città e quasi isolata nel mezzo dell'isola. Accanto si trovano la chiesa di Santa Fosca e le fondazioni del battistero dedicato a San Giovanni, oggi scomparso: i tre edifici costituivano un unico complesso religioso. Il campanile si erge solitario poco distante e costituisce uno dei caratteristici punti di riferimento nella zona settentrionale della laguna. Sulla stessa piazza si affacciano anche i due edifici storici Palazzo del Consiglio e Palazzo dell'Archivio, sedi del Museo provinciale di Torcello. Ha la dignità di basilica minore.

## Storia
La chiesa venne eretta, con il nome di Santa Maria Madre di Dio, a partire dal 639 su ordine dell'Esarca di Ravenna Isacio per dare una nuova sede alla cattedra episcopale di Altino. Appena l'anno precedente, infatti, proprio nella città di Turricellum aveva dovuto trovare rifugio dall'invasione dei Longobardi il vescovo Paolo, trasportando con sé il tesoro e le reliquie della diocesi.
Il nuovo centro urbano divenne in breve uno dei più ricchi e prosperi dell'antico Ducato di Venezia e la cattedrale venne ampliata una prima volta nell'826. Nel 1008 la chiesa venne riedificata una terza volta e riconsacrata a Santa Maria Assunta, per desiderio del neo-insediato vescovo Orso I Orseolo, figlio del Doge Pietro II Orseolo.
La città cadde in rovina durante il XV secolo, trasformando l'isola di Torcello in un luogo solitario e semi-abbandonato. La chiesa di Santa Maria Assunta continuò a mantenne la cattedra episcopale sino all'anno 1818, quando, con la soppressione della diocesi di Torcello, divenne semplice parrocchiale, sottoposta al Patriarcato di Venezia.
La giurisdizione della parrocchia comprendeva anche le località di San Giovanni, Motte, San Piereto, Sant'Antonio, Santa Cristina, le Saline (località e isole nelle immediate vicinanze di Torcello), Lio Maggiore (attualmente in comune di Jesolo), Lio Piccolo e Mesole (attualmente in comune di Cavallino-Treporti). Nel 1986 anche questa istituzione è stata soppressa e l'antica cattedrale è ora una basilica-santuario ricompresa nella parrocchia di Burano.
La basilica è stata restaurata, assieme al suo ciclo musivo, almeno cinque volte. Nella seconda metà del XII secolo (dopo il terremoto del 1117); probabilmente fra il 1423 e il 1430 c. (in coincidenza con la venuta a Venezia di Paolo Uccello come "magister musayci" della basilica di San Marco); fra il 1732/39 (capomastri Alvise De' Preti e Nicolò Allegri) e il 1753/59 (scultore eclettico Giovan Francesco Bonazza e incisore-mosaicista Pietro Monaco); dal 1849 al 1853 (mosaicista Giovanni Moro, con parziale correzione del lavoro nel 1896 della ditta Antonio Salviati) e infine nel 1972-85 (mosaicista Giovanni Cucco, con programmata revisione dei mosaici ad opera del medesimo nel 2018/19).

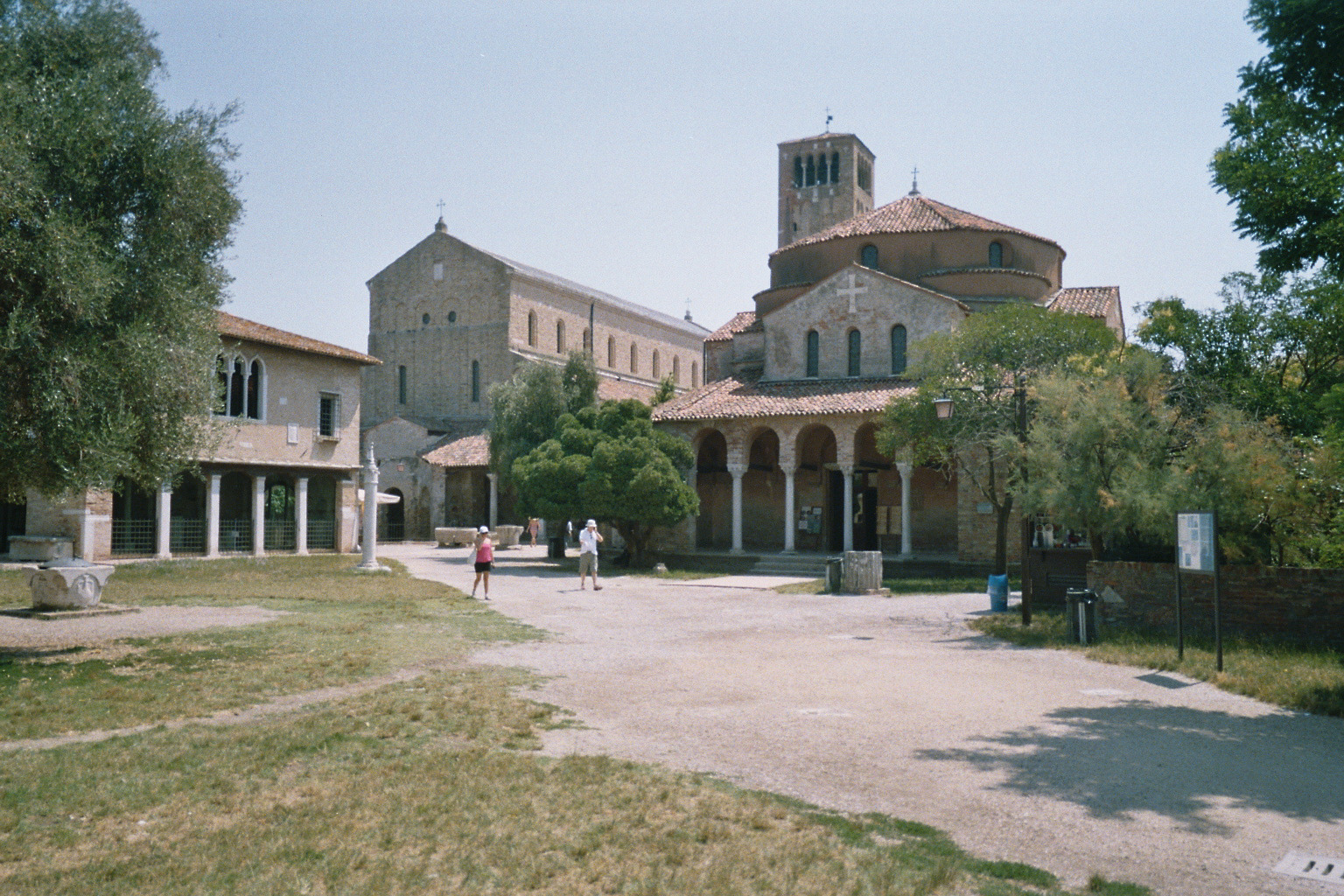
La piazza di Torcello con la chiesa di Santa Fosca e, sullo sfondo, la basilica.

## Descrizione

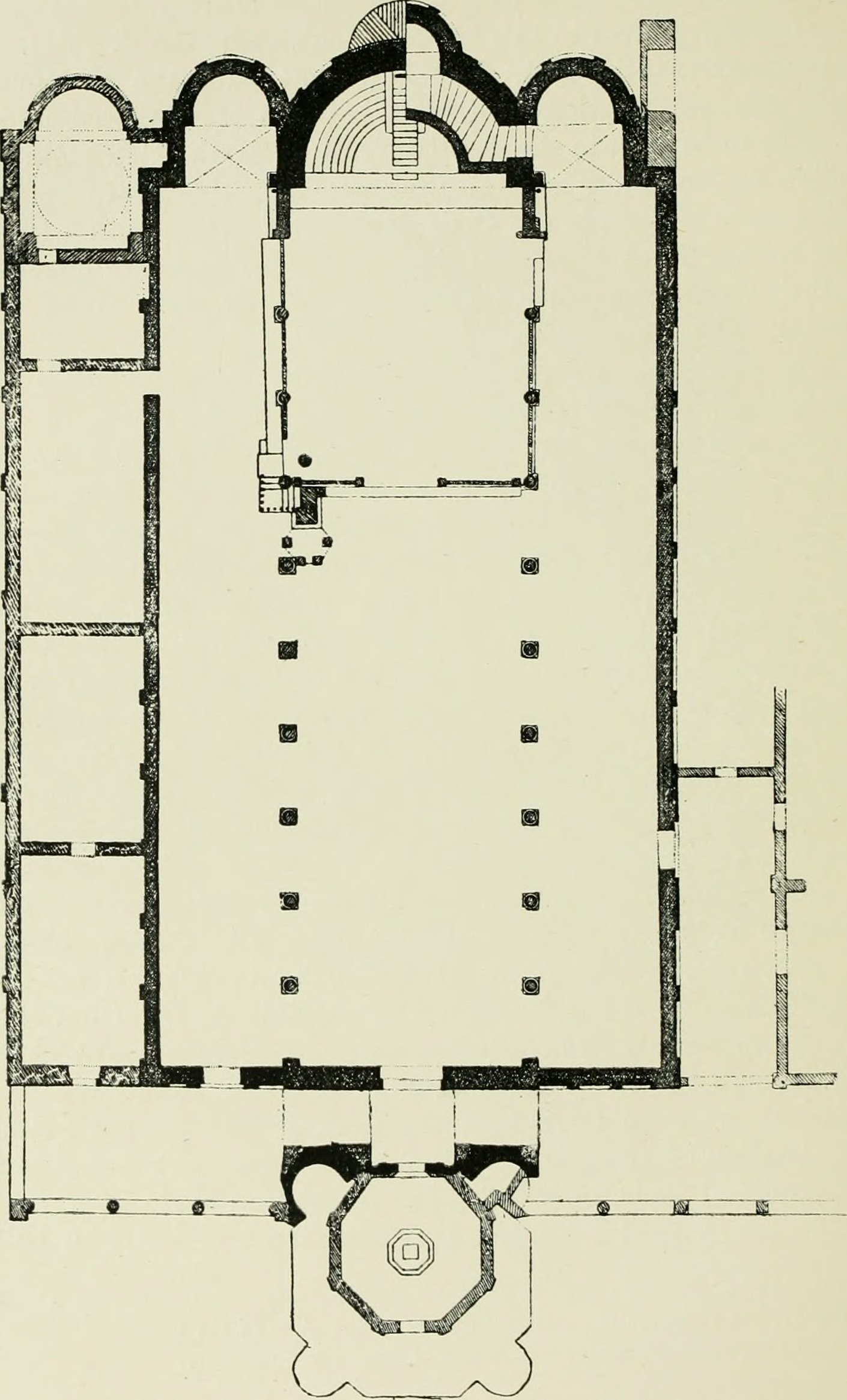
Pianta della chiesa

Il complesso basilicale presenta il tipico schema paleocristiano: il nucleo centrale è costituito dalla basilica, preceduta da un nartece, sul quale si innestava un tempo il battistero, del quale rimangono oggi solo le tracce, mentre sul fianco si erge tutt'oggi il martyrion, dedicato a Santa Fosca. Connesso al complesso, doveva infine un tempo sorgere il Palazzo Vescovile.
La facciata è composta di dodici lesene, collegate in alto da archetti a tutto sesto: il nartece, dell'XI secolo, è stato ampliato e modificato nel XIII secolo. Al centro c'è il portale di marmo con stipiti del 1000.

### Campanile
Il campanile è nel prato, con canna a lesene e cella campanaria a quadrifore. Il campanile possiede un concerto di tre campane in Mib3 crescente.

### Oratorio
Il piccolo oratorio poco distante sorge sul luogo della chiesa di San Marco, eretta, secondo la tradizione, da Rustico da Torcello, che insieme a Buono da Malamocco, sottrasse le spoglie di san Marco Evangelista da Alessandria d'Egitto occupata dagli arabi, e le portò a Venezia nell'828.

### Interno
Si accede per la porta laterale destra. L'interno è diviso in tre navate da diciotto colonne di marmo greco, con capitelli in stile corinzio.
La controfacciata è interamente occupata da un mosaico in stile veneto-bizantino, raffigurante il Giudizio universale: le schiere delle anime sono sovrastate in alto dalla figura di Gesù, tra Maria e Giovanni.
Il presbiterio è separato dalle navate attraverso un'iconostasi, formata nella parte alta da sottili colonne marmoree con capitelli bizantini e, in basso, da bassorilievi di pavoni e leoni e da una serie di dipinti su tavola: La Madonna con il Bambino e i dodici Apostoli (1430 c.) - tre dei quali deteriorati - attribuibili al pittore tardo-gotico Zanino di Pietro. Sul verso dell'iconostasi stessa è stato collocato nel 2009 il rifacimento dei medesimi soggetti dipinto su tela da Marco Vecellio nel 1591-92 per iniziativa del vescovo di Torcello Antonio Grimani.
Al centro dell'abside si erge l'altare maggiore, ricostruito nel 1923 con le parti originarie: racchiude le spoglie di sant'Eliodoro, primo vescovo di Altino. A sinistra dell'altare un'iscrizione su pietra, risalente alla fondazione della chiesa, costituisce il primo documento di storia veneziana:
(Dedicazione lapidea della Cattedrale di Torcello)
Addossata alla parete dell'abside, si trova la cattedra vescovile marmorea, sopraelevata su un podio.

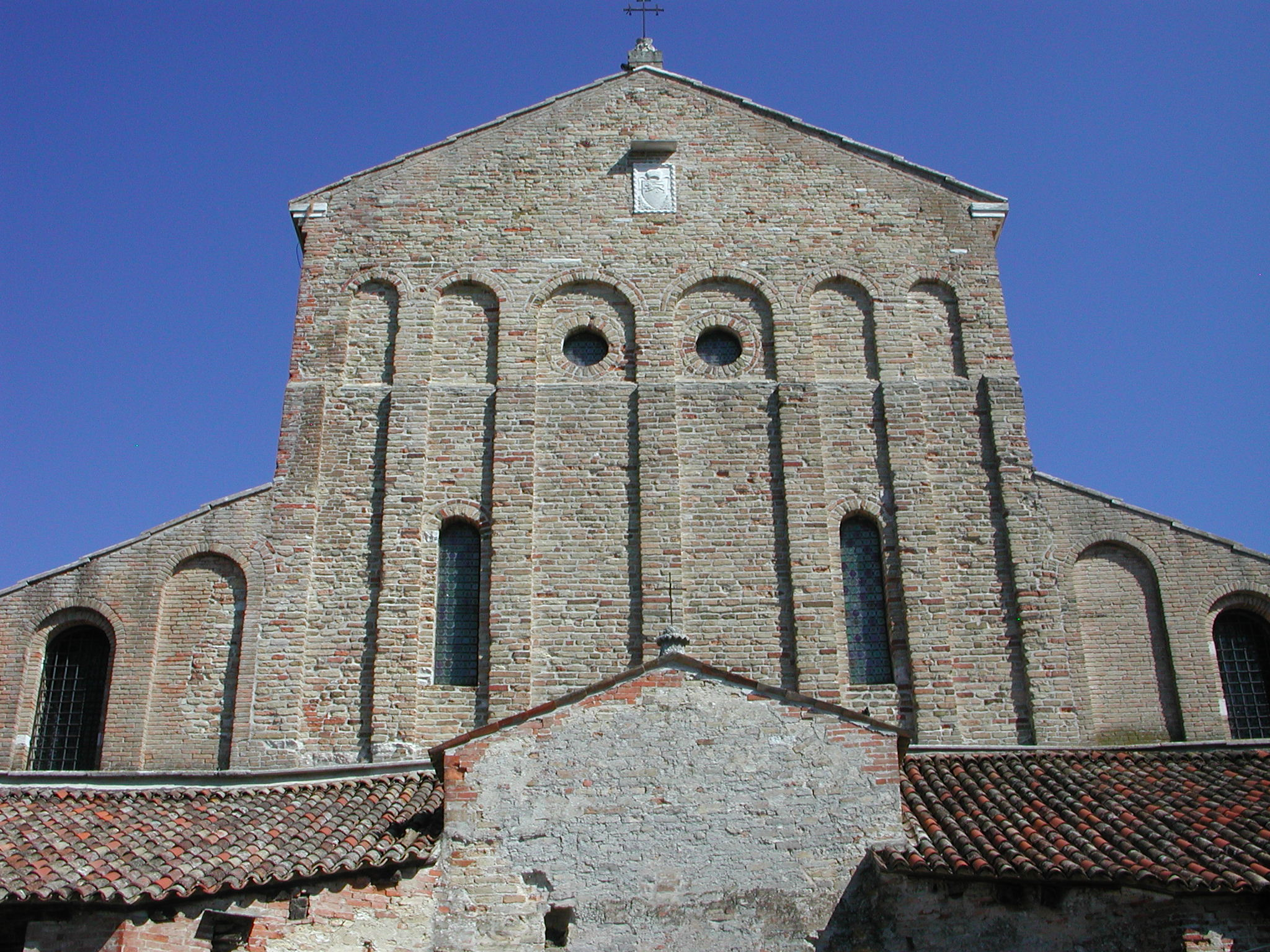
La facciata
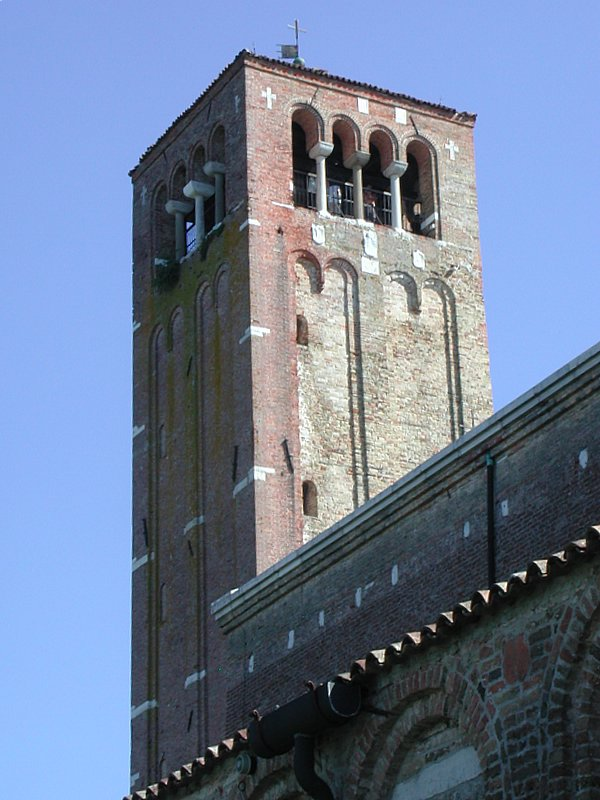
Il campanile
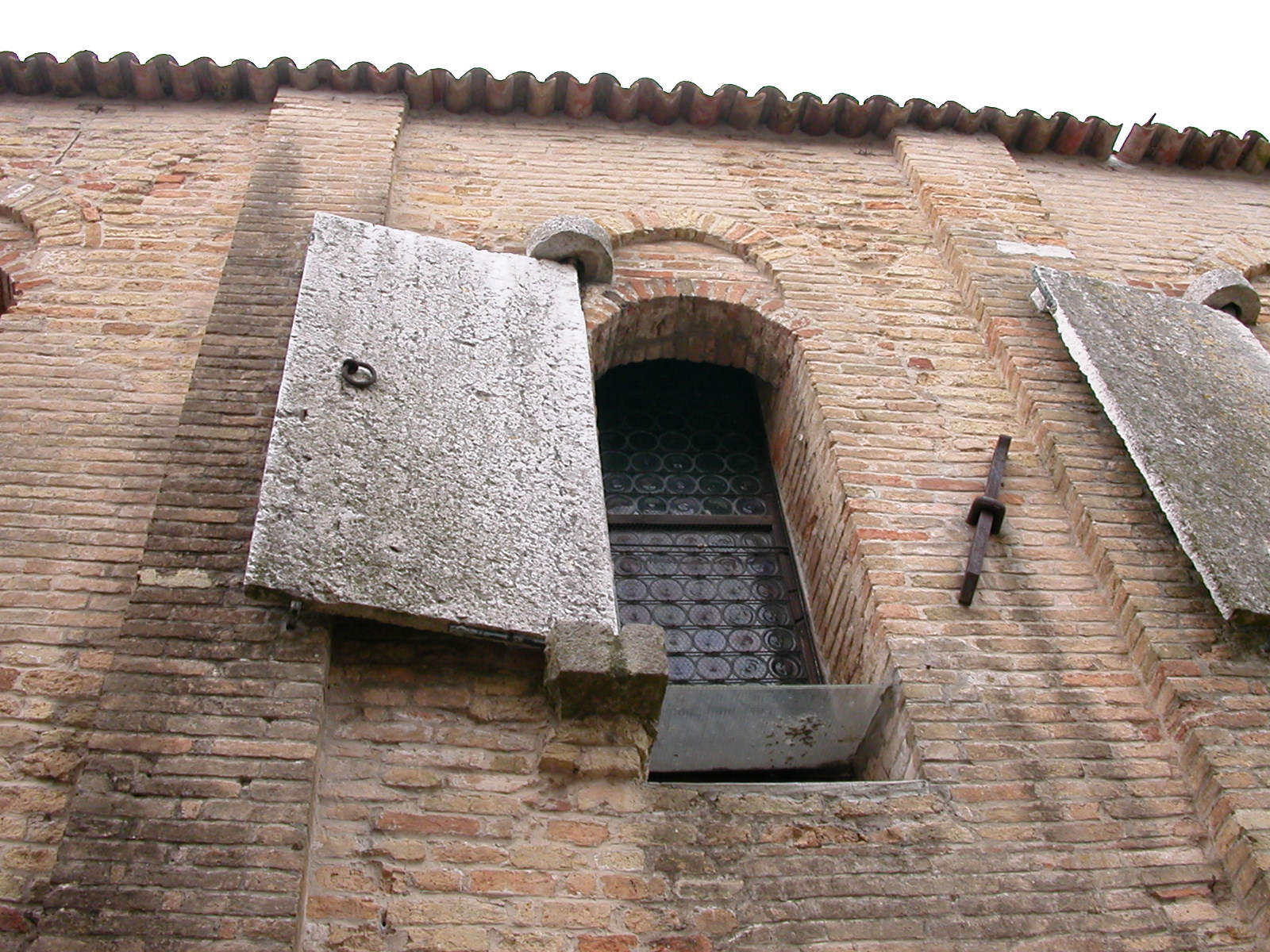
Le caratteristiche imposte in pietra
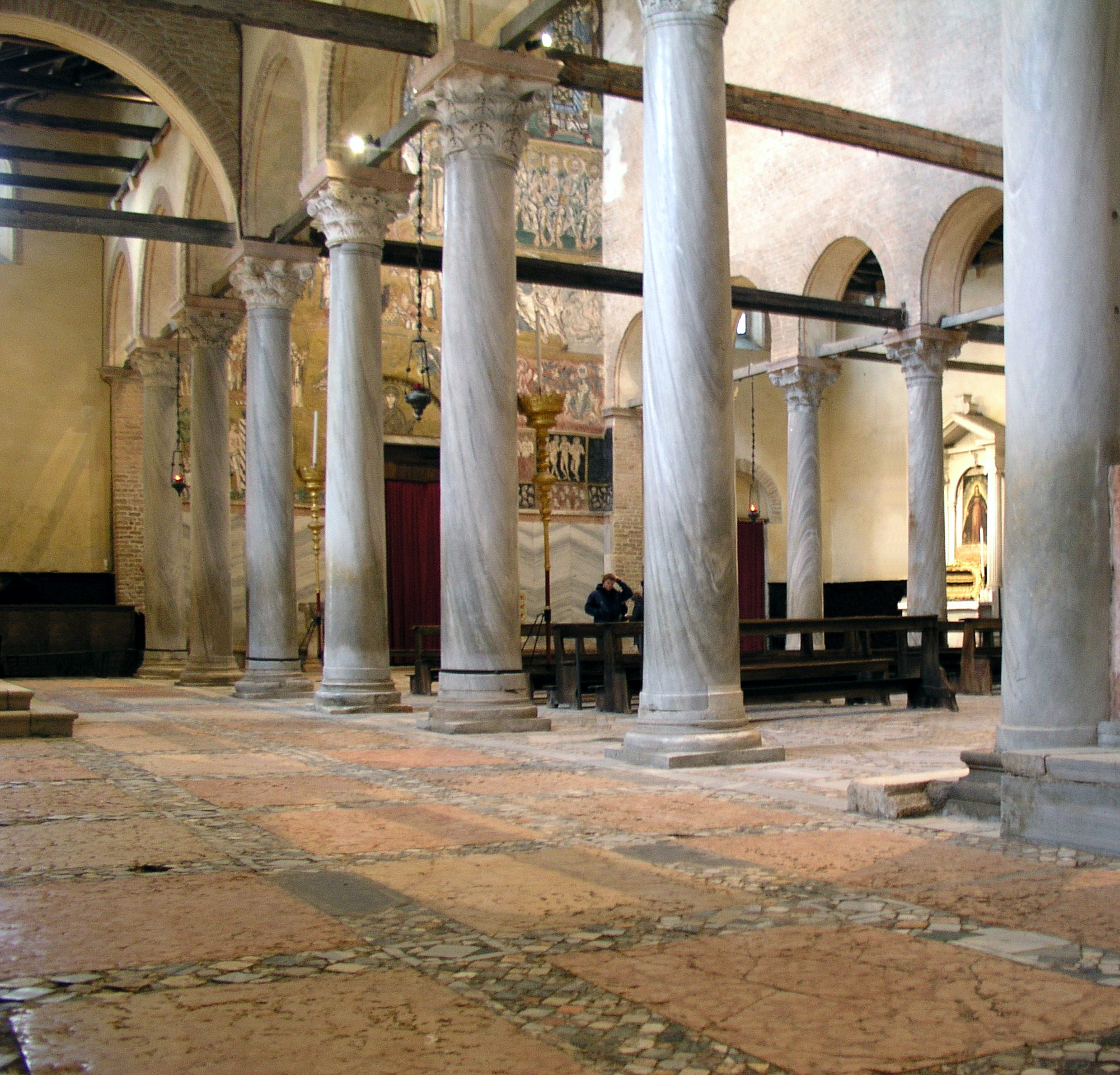
Gli interni
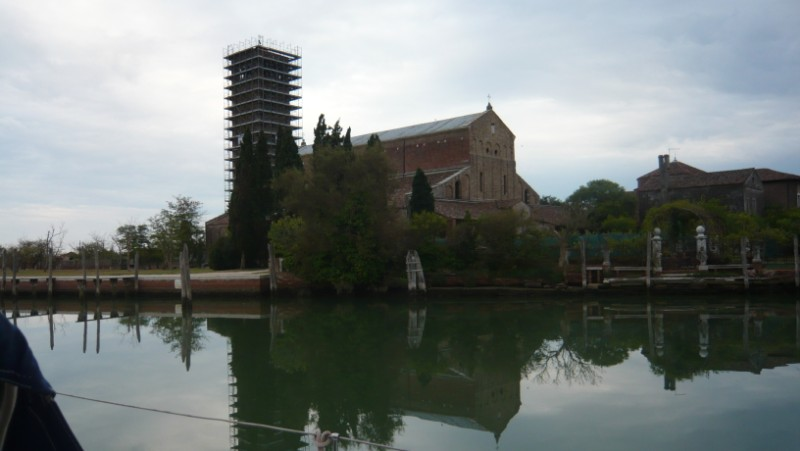
basilica di Santa Maria Assunta, vista da nord
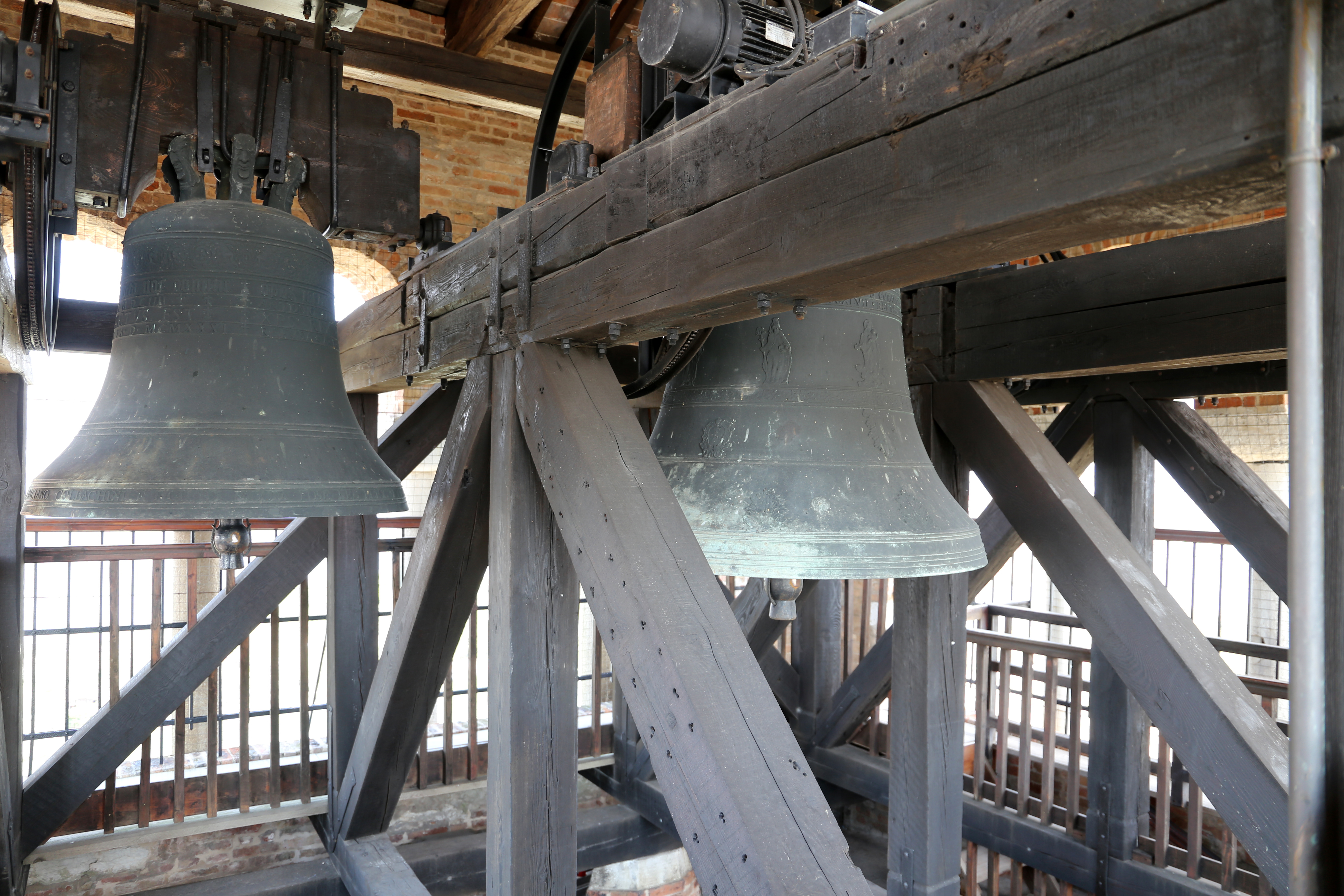
Le campane
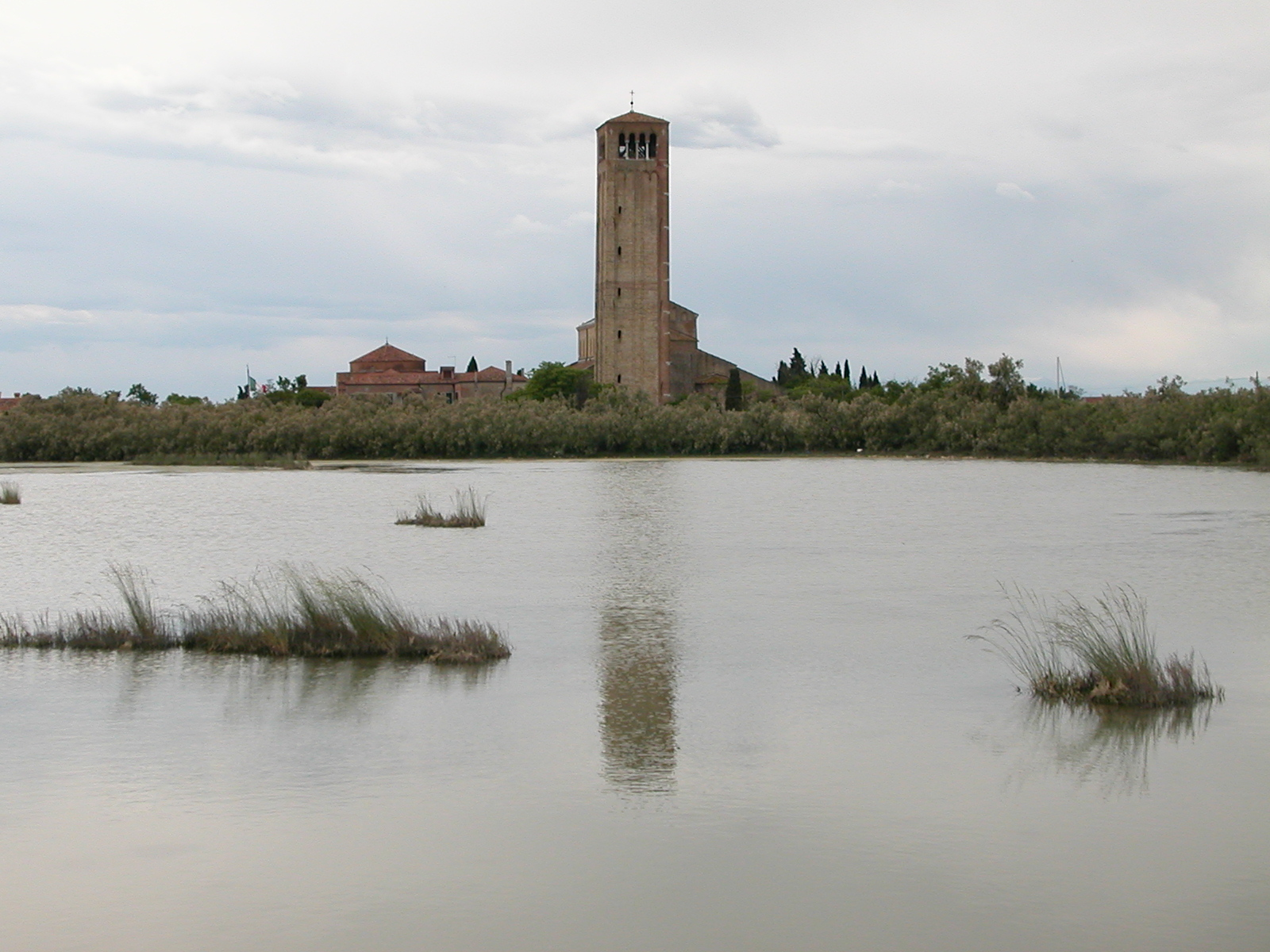
La basilica ed il campanile visti dalla laguna

### Mosaici

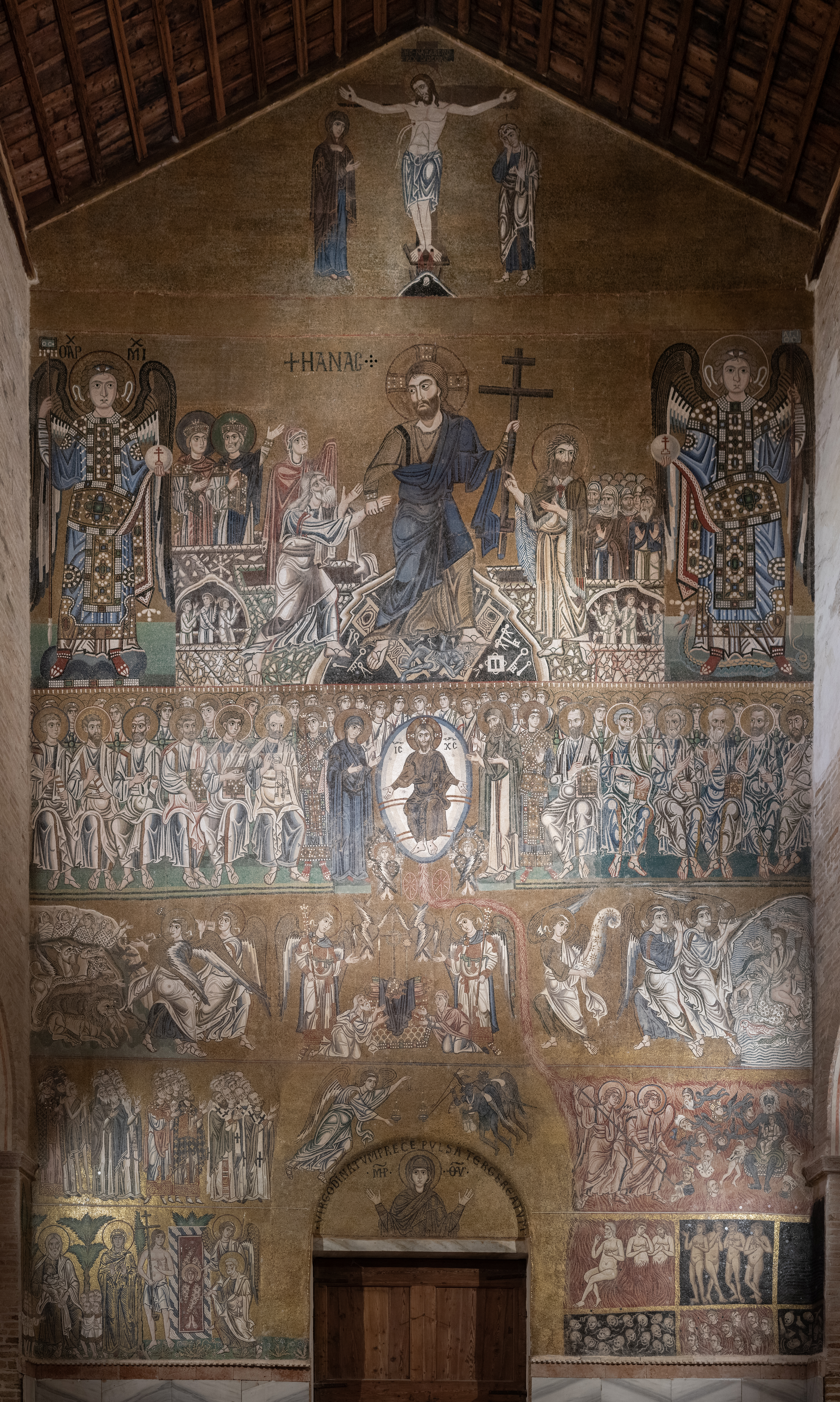
Giudizio Finale Santa Maria Assunta Torcello

Per molti anni fra la seconda metà dell'XI secolo e la seconda metà del XII la chiesa di Santa Maria Assunta accolse il più importante ciclo di mosaici dell'Italia settentrionale, e senz'altro fra i più imponenti in Italia insieme a quelli di Santa Maria Maggiore a Roma. Oggi restano i mosaici del catino e del semicilindro absidale principale, dell'arco trionfale, di catino e volta absidale destri e della controfacciata, mentre è perduta la decorazione del timpano dell'arco trionfale.
L'abside centrale ospita nel catino una Vergine Odigitria immersa su sfondo oro, e al di sotto, sul semicilindro absidale, gli Apostoli presentati su un prato fiorito nella serie latina (cioè con Giacomo il Minore e Taddeo al posto di Marco e Luca). La Vergine, slanciata in un maphorion di un blu intenso e scuro, dalla potente forza lineare che la avvicina alle imprese musive veneziane come la cupola dell'Ascensione nella Basilica di San Marco, è realizzazione di una maestranza bizantina della seconda metà del XII secolo, mentre gli Apostoli spettano in gran parte a un'équipe di mosaicisti veneti ben istruiti ai modelli bizantini di provincia, probabilmente nell'ambito della prima decorazione della basilica di San Marco stessa: una certa fissità espressiva li avvicina ai mosaici del monastero di Hosios Loukas nella Focide, mentre i panneggi con pieghe legnose e a zig-zag che li attraversano ricordano i mosaici del Palazzo del Patriarca di Costantinopoli. Per queste ragioni sono da datare alla fine dell'XI secolo. Spettano agli stessi mosaicisti dell'Odighitria anche l'Annunciazione sull'arco trionfale, dalle linee dinamiche tipiche dello stile comneno maturo e molto vicina alle figure della cupola dell'Ascensione in San Marco a Venezia, e la scomparsa Ascensione con Cristo in clipeo portato in Cielo da angeli sul timpano, di cui restano frammenti con i volti dei due angeli e del Cristo. Le parti realizzate nel XII secolo sostituirono soggetti analoghi dell'XI secolo nel frattempo rovinati.
Nel catino dell'abside destra il Cristo Pantocrator, in trono accanto a due angeli, sovrasta le figure di quattro Dottori della Chiesa (Ambrogio, Agostino, Martino di Tours e San Gregorio Taumaturgo). Il Cristo, molto vicino allo stile dei mosaici della Chiesa della Vergine dei Calderari a Salonicco (Panaghìa ton Chalkeon), presenta un motivo di ascendenza ravennate: l'Agnus Dei entro un clipeo, da cui partono quattro festoni fitomorfi lungo le diagonali, sostenuto negli spazi di risulta da quattro angeli, di cui due tronchi al busto nei lati più lunghi (la sezione della volta è rettangolare). Il soggetto ha fatto credere a lungo che il mosaico potesse risalire addirittura alla prima fase architettonica della basilica, nel IX secolo: si tratta invece di uno dei non rari revival tematici e di gusto paleocristiani tipici dell'età comnena.
La controfacciata presenta uno dei più imponenti mosaici dell'area veneta. La parete è divisa in sei registri, corrispondenti a soggetti diversi, di cui gli ultimi quattro riguardanti il Giudizio universale.
1. In alto, nel timpano, la Crocifissione, semplice con la sola presenza della Vergine e di San Giovanni Evangelista.
2. Anastasis, con un Cristo risorto imponente che calpesta il demonio e le porte degli Inferi; ai suoi fianchi si snoda il corteo dei salvati dal Limbo, in primis i progenitori Adamo ed Eva, poi i re Davide e Salomone, quindi il resto del corteo, scortato ai lati da due imponenti angeli, quasi totalmente di restauro moderno.
3. Deesis e Giudizio finale, con il Cristo giudice dentro la mandorla di luce (sorretta dalle ruote del Carro di fuoco da cui promana il Fiume di fuoco apocalittico, che si snoda fino al fondo della parete dove due angeli si dirigono verso l'Inferno) affiancato dal Battista e dalla Vergine, e dal consesso dei dodici Apostoli e dietro degli Angeli.[3]
4. Etimasia o Adorazione del trono vuoto, con vigorosi angeli ai lati che suonano i corni della resurrezione: ai loro fianchi i morti risorgono dal la terra e dal mare, raffigurato con al centro la dea marina Teti; i morti non solo escono dalle tombe, ricostituendosi, ma sono anche vomitati dagli animali terrestri e marini. Gli angeli sono sette come riferisce l'Apocalisse di Giovanni (6, 1-17), due custodiscono il trono, quattro, due per lato, suonano le trombe, mentre uno arrotola il cielo cosparso di stelle in modo tale che rimanga tutto sconvolto ed oscurato.
5. Psicostasis, in cui al centro vi è Michele arcangelo con bilancia, in lotta con due demoni armati di uncini per il giudizio (pesa) di un'anima. Sulla sinistra la porta dell'Eden, vigilata da angeli, con Madonna e quattro schiere con vescovi, martiri, monaci e donne tra le quali la magra Maria Egiziaca. La visione paradisiaca continua nel registro sottostante, dove davanti alla porta del Paradiso, custodita da un cherubino, si trovano Michele arcangelo e Pietro apostolo, con in mano le chiavi del regno.[4] Sulla destra sta l'Inferno, con i dannati, tra cui diversi barbari, ma anche prelati, re e regine, vescovi e monaci che bruciano nel fuoco infernale, torturati da piccoli demoni alati azzurri e spinti dai due angeli rossi in presenza di Satana seduto su un mostro a due teste che mangia i dannati. Satana è livido, con la barba folta e bianca e tiene sulle sue ginocchia l'Anticristo, bello e candido vestito.
6. Seconda fascia di Paradiso e Inferno: sulla sinistra, davanti alla porta del Paradiso, custodita da un cherubino, si trovano Michele arcangelo e Pietro appostolo, con in mano le chiavi del regno. Dall'altra parte Giovanni Battista o il buon ladrone, con la Vergine in atteggiamento di intercessione sullo sfondo di palme nel Paradiso Terrestre, Abramo o un vegliardo con in braccio il Cristo e ai suoi lati i fanciulli beati. Le scene infernali poste sulla destra, proseguimento di quelle del registro superiore precedente, vanno da sinistra a destra: uomini seduti tra le fiamme tra cui il ricco Epulone, comunemente riconosciuti i lussuriosi, i golosi, nudi e mordicchiantisi le mani, gli iracondi immersi in livide e gelide acque, quindi gli invidiosi ridotti a teschi dalle cui orbite escono serpenti, poi teste di peccatori adorne di gioielli immerse tra le fiamme ed infine parti di uomini, mani, teschi, piedi, ecc.[5]

Ai due estremi si contrappongono il patriarca Abramo con in braccio un beato (forse Lazzaro), circondato dalle anime salvate, mentre sull'estrema destra nell'Inferno c'è Satana con in braccio Giuda Iscariota, circondato dai dannati.
Lo sfondo del Giudizio universale è dorato: l'oro è simbolo della Teofania. Lo scopo dell'iconologo è quello di far capire che nulla accade senza la presenza di Dio che è tutto in tutto.
Una lunetta sopra la porta principale della chiesa, allo stesso livello delle scene del Paradiso e dell'Inferno, accoglie la protome di una Madonna con le braccia aperte in preghiera (orante).
La decorazione spetta in gran parte a maestranze veneziane della fine dell'XI secolo o al massimo dell'inizio del XII. Alcune parti furono ricomposte da mosaicisti bizantini e veneziani alla fine del XII secolo, e fra queste parte del consesso apostolico, l'angelo della Psicostasi e la Vergine entro la lunetta (quest'ultima con caratteri decisamente più occidentali).
Purtroppo molte parti del mosaico sono state arbitrariamente restaurate nel XIX secolo, alterando irreparabilmente la loro qualità.
La decorazione musiva del complesso del Duomo di Torcello è dunque da assegnare per una prima fase alla fine dell'XI secolo a opera di maestranze bizantine (Pantocrator abside destra) e italiane (Apostoli nell'abside centrale, Dottori della Chiesa e volta dell'abside destra, controfacciata), che si sovrapposero peraltro, per quanto concerne l'abside centrale, ad alcune figure, forse di apostoli o di vescovi altinato-torcellesi, dipinte a fresco nella prima metà dell'XI secolo e di cui restano alcuni frammenti nella parte bassa dell'abside. Dopo la costruzione del synthronon e alcuni riattamenti, l'abside fu perciò ridecorata a mosaico nell'ultimo quarto dell'XI secolo.
Successivamente, forse a seguito del violento terremoto del 1117 che causò il crollo di alcune parti della chiesa, alcuni mosaici rimasero danneggiati, e furono risarciti nella seconda metà del XII secolo (Odighitria nell'abside centrale, Annunciazione nell'arco trionfale, Ascensione nel timpano e alcune parti della controfacciata), grazie a maestranze bizantine che parlano ormai un maturo linguaggio visivo d'età comnena.

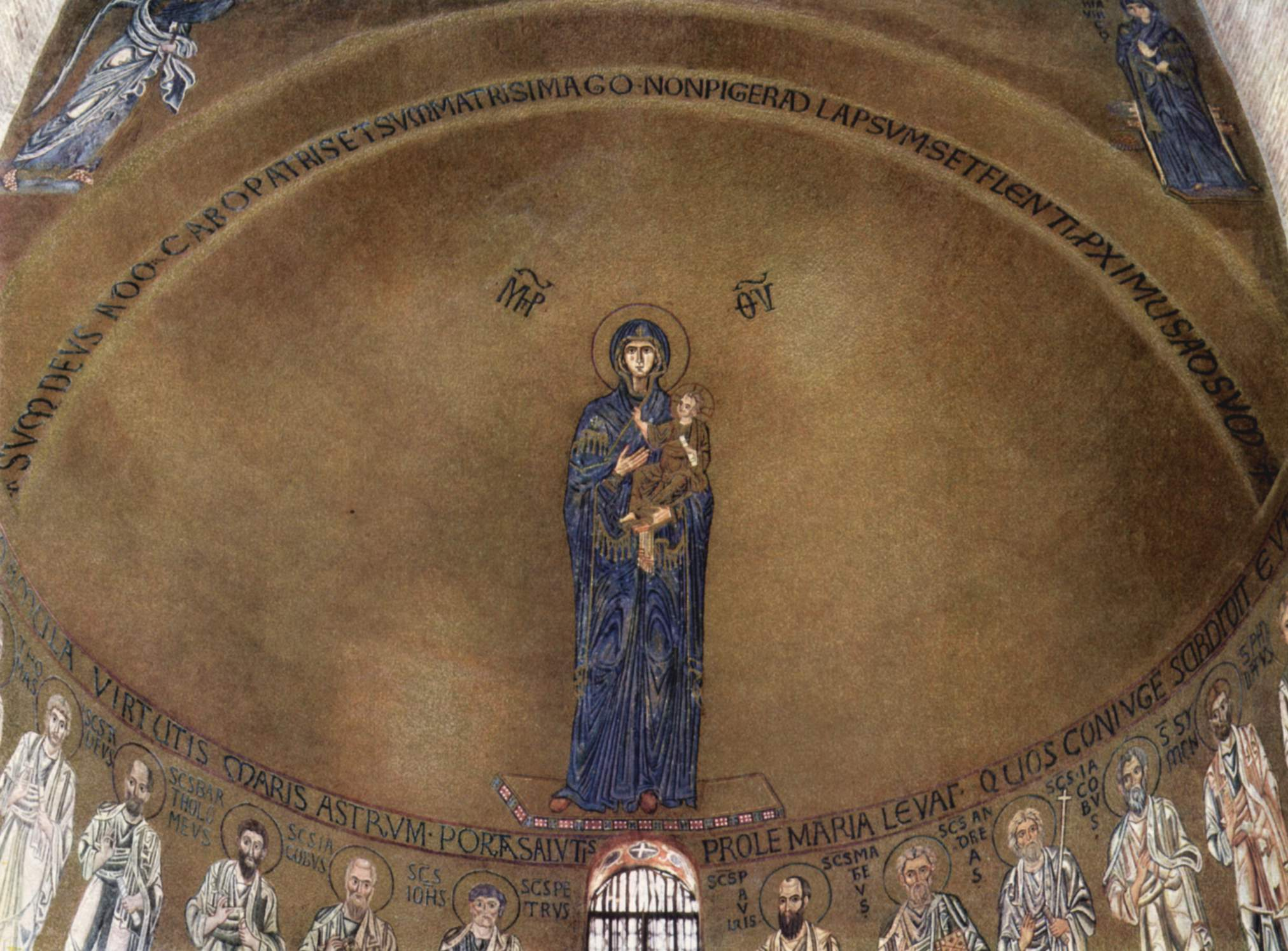
Mosaico della Vergine Odigitria nel catino absidale
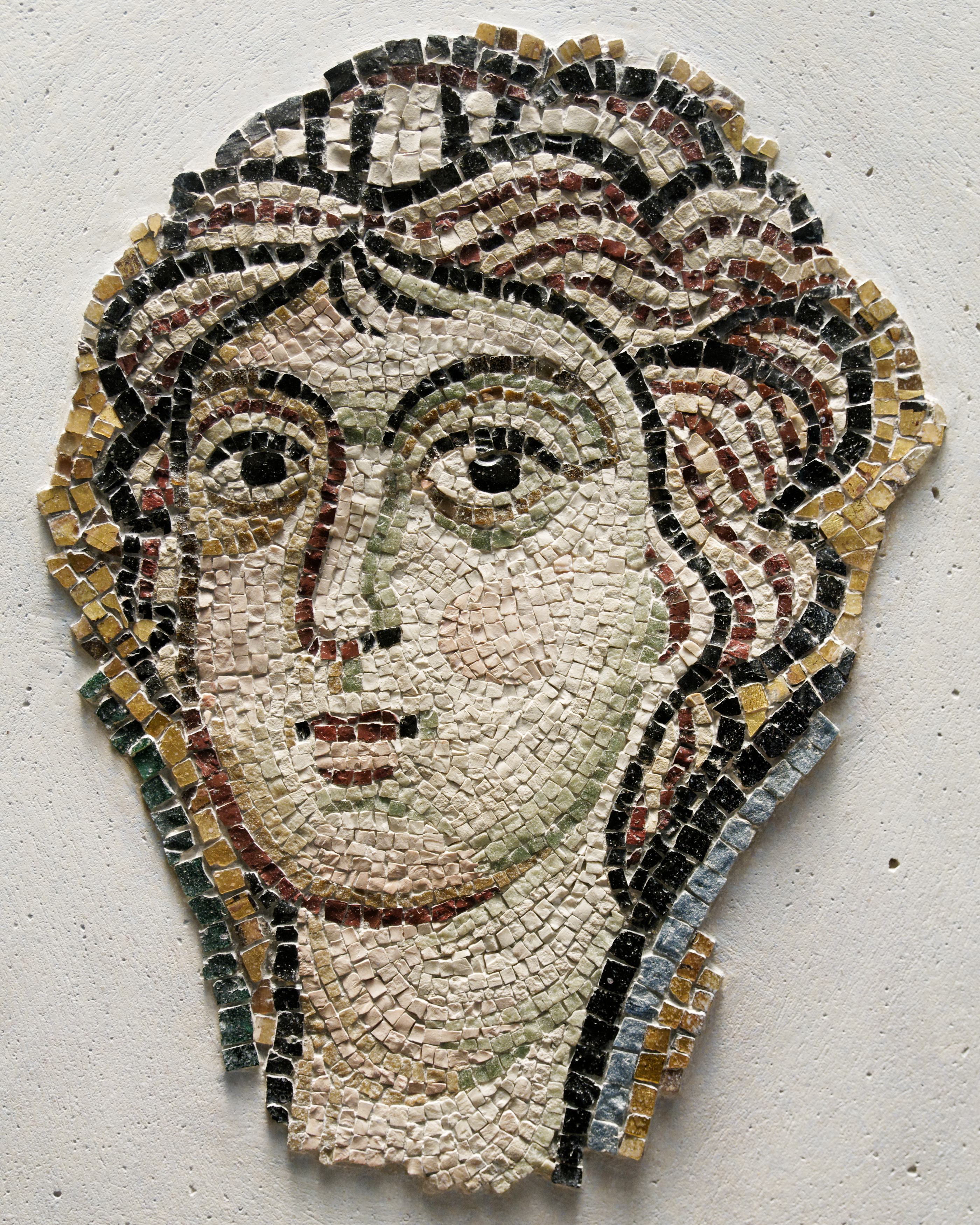
Particolare di un mosaico rimosso dalla chiesa e ora esposto al museo del Louvre (XI secolo)